# Mellitsav
A mellitsav, más néven grafitsav vagy benzolhexakarbonsav egy 1799-ben izolált szerves sav. Először Martin Heinrich Klaproth állította elő a mellit nevű ásványból (mézkő), amely ennek a savnak az alumíniumsója. Innen a neve is: mel, mellis latinul, meli (μέλι) görögül jelent mézet.

## Előállítása
Előállítható a mellit ásvány ammónium-karbonáttal történő melegítésével, a só többségének elforralásával, majd ammónia hozzáadásával. Eztán leszűrik a keletkezett alumínium-oxid csapadékot, elpárologtatják a szűrletet. Az így keletkezett ammóniumsót átkristályosítással megtisztítják, majd ólom(II)-acetáttal kicsapatják, és az ólomsót hidrogén-szulfiddal elbontják. Előállítható még tiszta szén, grafit vagy hexametilbenzol hideg, lúgos kálium-permanganáttal, vagy forró, tömény salétromsavval való oxidálásával.

## Reakciói
Selyemszerű tűk alakjában kristályosodik, oldódik vízben és alkoholban. Igen stabilis vegyület: Nem lép reakcióba sem klórral, sem tömény salétromsavval, sem pedig hidrogén-jodiddal. Száraz desztillációval szén-dioxidra és piromellitsavra (C10H6O8) bomlik. Égetett mésszel történő dekarboxilezés hatására szén-dioxid és benzol keletkezik belőle. Feleslegben lévő foszfor-pentakloriddal való hosszú kezelése során savkloriddá alakul, mely 190 °C-on olvadó tűkristályok formájában van jelen. A sav ammóniumsója 150-160 °C-on elbomlik paramid (mellimid, képlete C6(CONHCO)3) és ammónium-eukroát keverékére. Az utóbbi vízzel elválasztható a paramidtól, mivel az vízben és alkoholban oldhatatlan fehér, amorf por.
A Naprendszerben jelenlévő policiklusos aromás szénhidrogének oxidációjának végtermékeként keletkező, nagy stabilitású mellitsavsók a marsi talaj alkotóelemei.
A vas- és kobalt-mellitátok érdekes mágneses tulajdonságokkal bírnak.

## Fordítás
Ez a szócikk részben vagy egészben  a   Mellitic acid című angol Wikipédia-szócikk ezen változatának fordításán alapul.  Az eredeti cikk szerkesztőit annak laptörténete sorolja fel. Ez a jelzés csupán a megfogalmazás eredetét és a szerzői jogokat jelzi, nem szolgál a cikkben szereplő információk forrásmegjelöléseként.